# テディ・パウエル
テディ・パウエル（Teddy Powell、1905年3月1日 - 1993年11月17日）は、アメリカ合衆国カリフォルニア州オークランドで、テオドロ・パオレラ (Teodoro Paolella)として生まれ、アメリカで尊敬されるジャズ・ミュージシャン、バンドリーダー、作曲家、編曲家となった。彼の作品のいくつかは、フレディ・ジェイムス (Freddy James)という仮名で書かれた。
パウエルは8歳でヴァイオリンを始め、14歳でバンジョーを手にした。1920年代後半から1930年代前半にかけて、彼はエイブ・ライマン・オーケストラのメンバーを務め、ラジオ・バンドを集めるという追加の仕事を引き受けた。1939年にテディ・パウエル・オーケストラを結成し、1940年代を通して演奏した。パウエルのサイドマンたちには、トニー・アレス、ガス・ビヴォーナ、ピート・カンドリ、アーヴィング・ファゾラ、チャーリー・ヴェンチュラが含まれていたが、彼の最高のサイドマンはより高給な仕事のために去っていった。
パウエルが1937年に発表した曲「Snake Charmer」（レナード・ウィットカップ作詞）は、今でもフィンランドのパートナー・ダンサーたちの間で人気の曲となっており、通常は「Kuningaskobra」（フィンランド語）と翻訳されたものが演奏されている。1952年から1959年のチャートで69位となっており、フィンランドの国営放送会社Yleの録音データベースにリストされているように、現在も現代のパフォーマーによって録音されている。
バンドが解散した後、パウエルは作曲と編曲をするようになった。彼は「Bewildered」と「If My Heart Could Only Talk」でヒットを飛ばした。そのキャリア後半では、音楽出版に携わるようになった。